# Силвио Гезел
Силвио Гезел (на немски: Johann Silvio Gesell) е немско-белгийски и аржентински предприемач, икономист, финансист, социален реформатор, основател на теорията за „свободната икономика“ и „свободните пари“.

## Биография
Гезел е роден в Санкт Вит, Прусия (днешна Белгия) на 17 март 1862 г. Майка му е белгийка, баща му е германец. Той е 7-то от 9 деца. Посещава градското училище в Санкт Вит, а след това гимназия в гр. Малмеди. Заради липса на средства не постъпва в университет.
Започва работа като служител в Deutsche Reichspost – пощенската служба на Германската империя. Работата не му харесва и става помощник-търговец при брат си в Берлин. Работи в Малага като кореспондент. Връща се в Германия, за да отслужи задължителна военна служба. След това е търговец в Брауншвайг и Хамбург.
През 1887 г. Гезел се премества в Буенос Айрес, където отваря магазин от веригата на брат си. Депресията в Аржентина през 1890 г. сериозно удря по неговия бизнес и той започва да изследва структурните проблеми, породени от монетарната система. През 1891 г. излиза първият му труд по темата: „Реформиране на печатането на пари като мост към социалната държава“ (Die Reformation des Münzwesens als Brücke zum sozialen Staat). После написва Nervus Rerum и „Национализацията на парите“ (The nationalization of money).
Завръща се в Европа през 1892 г. След няколко месеца в Германия се премества в Ньошател, Швейцария. Там основава ферма, с която да финансира съществуването си, докато продължава икономическите си изследвания. През 1900 г. започва да издава списанието „Парична и поземлена реформа“ (Geld- und Bodenreform), но поради финансови причини е принуден да го спре през 1903 г.
От 1907 до 1911 г. отново е в Аржентина. След това се завръща в Германия и живее във вегетарианската комуна Obstbausiedlung Eden, основана от Franz Oppenheimer в гр. Ораниенбург, на 30 км северно от Берлин. Започва да издава списанието „Физиократът“, но е принуден да го спре, защото след избухването на Първата световна война е забранено от цензурата.
През 1915 г. Гезел се завръща във фермата си в Ньошател. През 1919 г. е поканен от Ернст Никиш да участва в управлението на Мюнхенската република (известна като Баварска съветска република), където е назначен за народен представител (министър) по финансите. Гезел кани швейцарския математик Теофил Кристен и икономиста Ернст Поленске за свои помощници и написва закона за създаването на свободните пари. Остава на поста само 7 дни, след което не е включен в новото революционно правителство. След разтурянето на републиката е задържан за няколко месеца, но на процеса в Мюнхен е оневинен след защитната му реч.
Заради участието му в Мюнхенската република Швейцария не му позволява да се върне във фермата си в Ньошател.
Гезел се връща в комуната в Ораниенбург, където, с изключение на пореден престой в Аржентина между 1924 и 1927 г., живее до смъртта си. Умира от пневмония в овощарската кооперация „Рай“ в Ораниенбург на 11 март 1930 г.

## Икономически идеи
Гезел разпространява идеите си на немски и испански. Неговият син Дон Карлос Айдахо Гезел основава крайморския град Вийия Гезел (Villa Gesell) до Буенос Айрес, който нарича на баща си.
Силвио Гезел се смята за гражданин на света и вярва, че земята трябва да принадлежи на всички хора, независимо от раса, пол, социално положение, богатство, религия, възраст и че границите между държавите трябва да бъдат премахнати.
Гезел основава икономическата си теория върху интереса на хората като естествен и здравословен мотив да действат, който позволява на личността да се стреми към задоволяване на нуждите си и да бъде продуктивна. Икономическата система трябва да е справедлива сама по себе си, иначе ще се разпадне. Той нарича тази система „подчинена на природните закони“ и с това става ясна опозиция на Карл Маркс, който иска промяна в социалните отношения.
Вземайки предвид егоизма, Гезел призовава за свободна, честна бизнес конкуренция с равни шансове за всички. Това значи премахване на всички законови и наследствени привилегии. Всеки трябва да разчита на собствените си способности, за да си изкарва хляба. В този „естествен икономически ред“, най-талантливите ще имат най-високи доходи, но без това да бъде разкривявано от лихви и наеми. Финансовото положение на по-малко талантливите също ще се подобри, защото те няма да бъдат принуждавани да плащат лихви и наеми. По този начин пропастта между бедни и богати ще намалее по естествен път. Освен това по-големите средни доходи за всички ще означават и повече помощ за бедните, тъй като повече хора ще имат достатъчно да споделят с тези в нужда.
Предлага отрицателни лихвени проценти, за да бъде стимулирана икономиката чрез непряка форма на обезценяването на парите.